# دارين ستريد
دارين ستريد (بالإنجليزية: Darren Stride)‏ هو لاعب كرة قدم بريطاني في مركز الدفاع، ولد في 28 سبتمبر 1975 في Burton upon Trent ‏ في المملكة المتحدة. لعب مع نادي بيرتن ألبيون.

## وصلات خارجية
- دارين ستريد على موقع قاعدة بيانات كرة القدم.إي يو (الإنجليزية)
- دارين ستريد على موقع Soccerbase.com (لاعب) (الإنجليزية)